# Masia Renyins
La Masia Renyins és una obra de Rupit i Pruit (Osona) inclosa a l'Inventari del Patrimoni Arquitectònic de Catalunya.

## Descripció
Masia de planta rectangular coberta a dues vessants i amb el carener perpendicular a la façana, situada a migdia. Consta de planta baixa, pis i golfes. La façana presenta un portal rectangular a la planta, amb llinda datada, dues finestres al primer pis i una a les golfes. La vessant esquerra cobreix uns estables i la pallissa i és oberta per la part de la façana. El sector nord té poques obertures i conserva els ràfecs de lloses. A ponent hi ha una finestra amb l'ampit motllurat. Al sector de llevant s'hi adossen petites construccions.
És construïda amb pedra sense polir unida amb morter i calç, i els elements de ressalt són de pedra picada.

## Història
No es troba registrada en els fogatges del segle xvi, però per les dates constructives de l'edificació al segle xviii ja existia i fou cremada durant la Guerra del Francès. Al segle xix fou reformada i restaurada.
La llinda del portal duu la inscripció següent: 9 bre. 21 DEL ANY DE 1792 / MIQUEL CAR RERA y ALOU.
La llinda de la finestra de ponent diu: 13 de JUNY de 1832 / MANUELA CARRERA y ALOU.